# Felix Machatschki
Felix Karl Ludwig Machatschki, född 22 september 1895 i Arnfels vid Leibnitz, död 17 februari 1970 i Wien, var en österrikisk mineralog.
Machatschki studerade vid universitetet i Graz, där han 1922 promoverades till filosofie doktor efter att ha disputerat på avhandlingen Über der Chloritoidschiefer der Gleinalpe. Han blev docent i mineralogi och petrografi i Graz 1925 och var 1920-30 assistent vid mineralogisk-petrografiska institutet där, dock tjänstledig från hösten 1927, varefter han var verksam hos Victor Moritz Goldschmidt i Oslo och Lawrence Bragg i Manchester. Han blev professor i mineralogi och petrografi i Tübingen 1930, i München 1941 och i Wien 1944. Machatschkis forskning var inriktad på allmän mineralogi och kristallkemi. Han invaldes 1947 som hedersledamot av Geologiska Föreningen i Stockholm och 1948 som utländsk ledamot av svenska Vetenskapsakademien. Mineralogical Society of America tilldelade honom Roeblingmedaljen 1959. År 1964 blev han ledamot av Leopoldina.